# Токачі (гора, Дайсецузан)
Гора Токачі (яп. 十勝岳, Tokachidake) активний вулкан, який знаходиться у Національному парку Дайсецузан, Хоккайдо, Японія. Є найвищим вулканом у вулканічній групі Токачі - 2077 м. Є одним з 100 найвідоміших гір Японії.
Є чотири пішохідні стежки до вершини Токачідаке. Нижче знаходиться хатина, кемпінг і природне гаряче джерело (онсен).

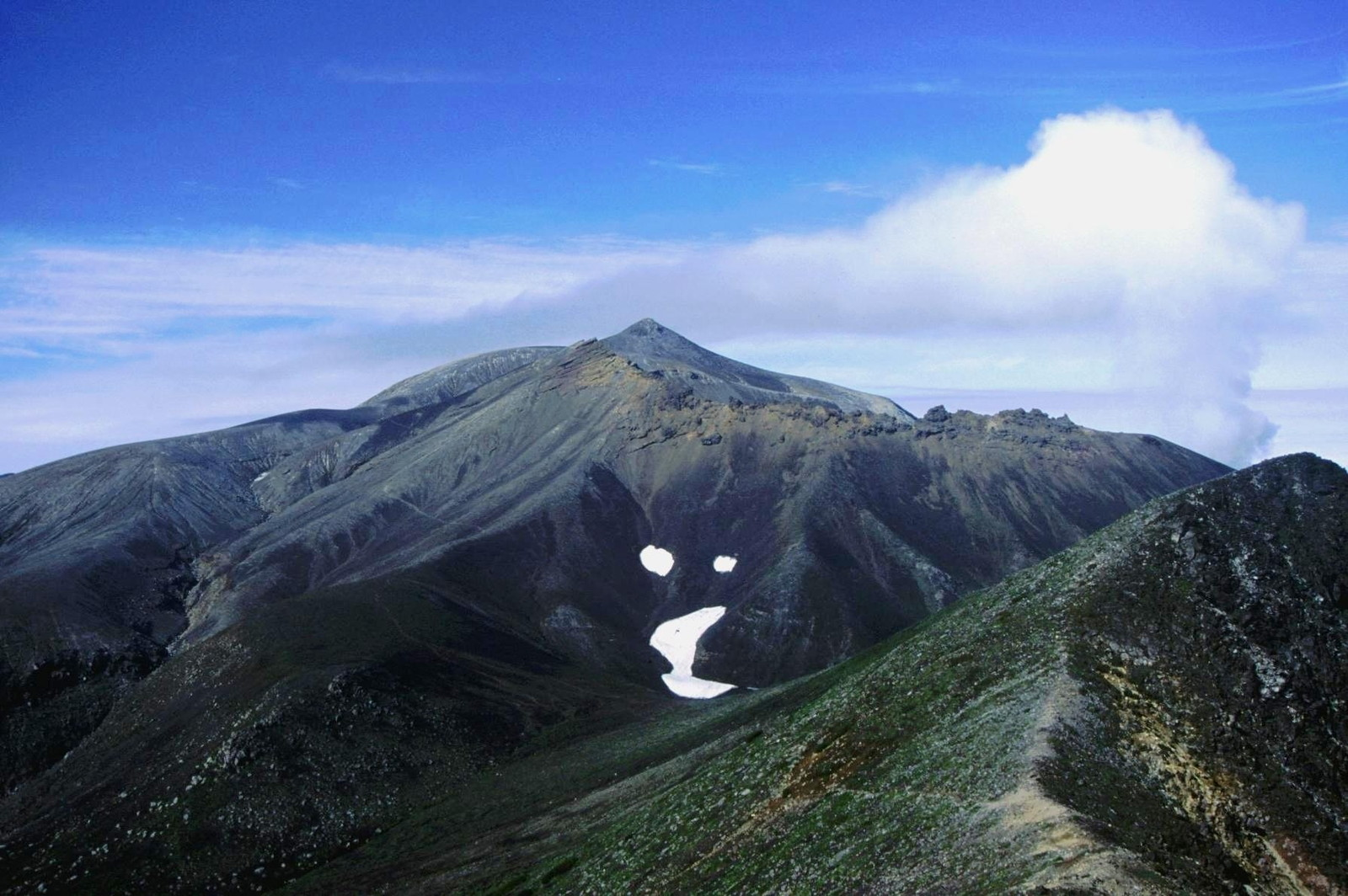
Гора Токачі, яку можна побачити з гори Біей

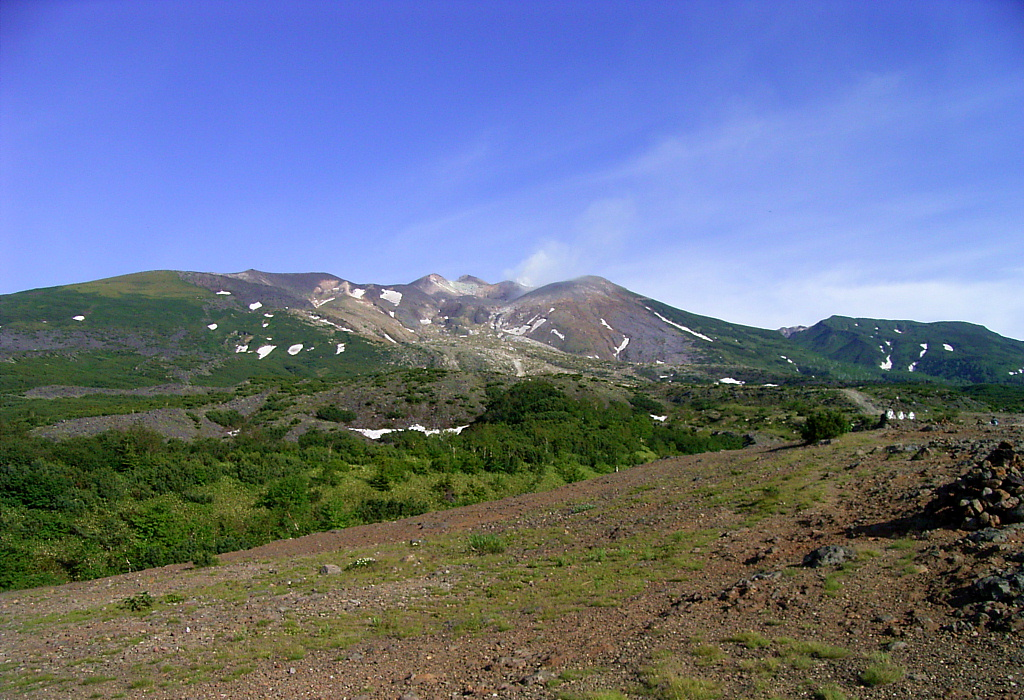
Краєвид з північного заходу.

## Дивіться також
- Список вулканів Японії
- Список гір Японії